# Södra porten

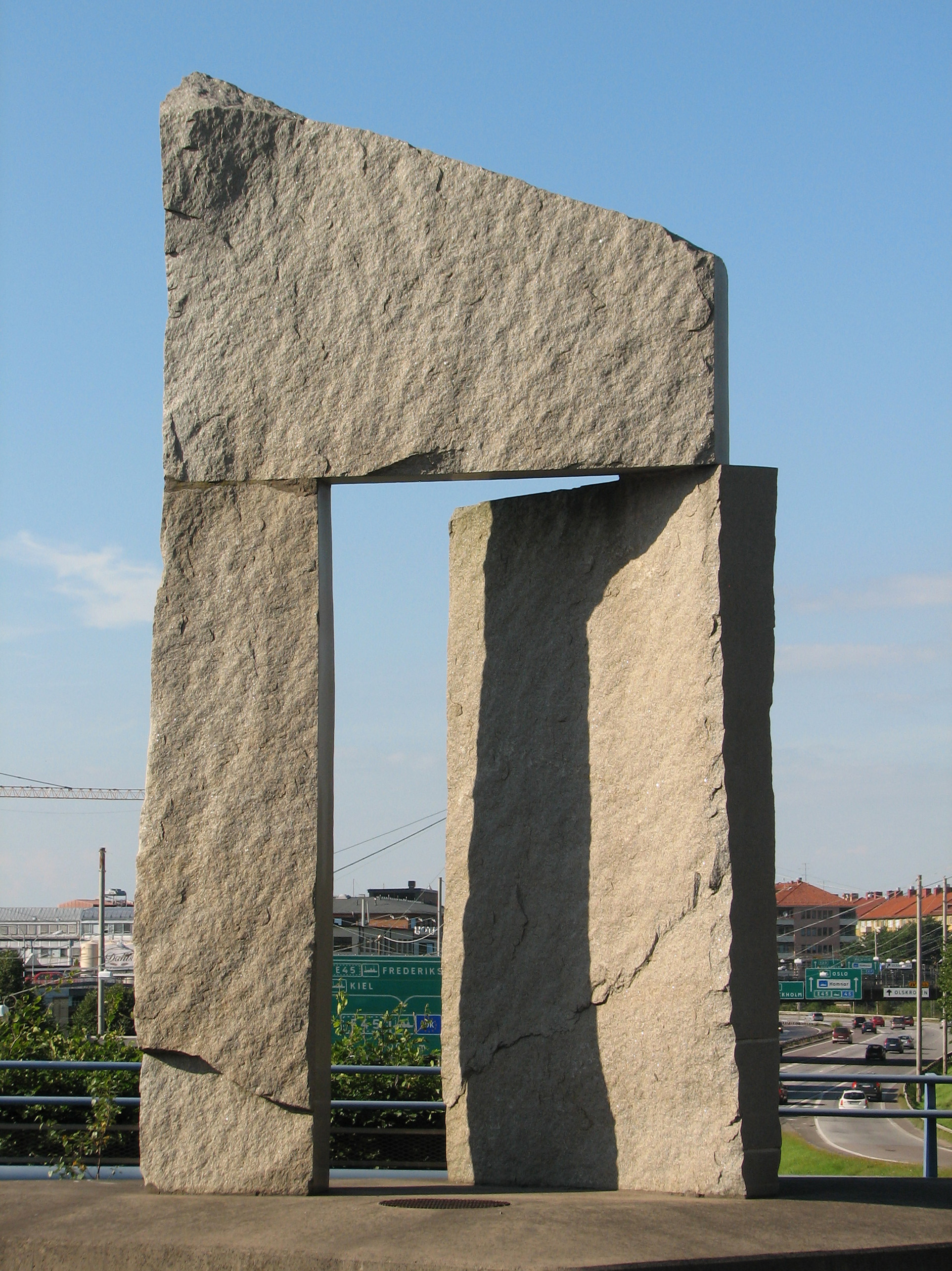
Södra porten.

Södra porten är en skulptur i granit skapad 1995 av Claes Hake, placerad på Ullevimotet i Göteborg, på en bro över motorvägen på E6:an.